# آرنکلیف، نیوساوت ولز
آرنکلیف (به انگلیسی: Arncliffe) یک حومه شهر در استرالیا است که در نیو ساوت ولز واقع شده‌است.